# Edmund von Parish
Edmund Parish bzw. nach Nobilitierung seiner Familie in den 1890er Jahren Edmund von Parish (* 27. November 1861 in Hamburg; † 3. Juni 1916 in München) war ein deutscher Offizier, Mäzen und Privatgelehrter.

## Leben und Tätigkeit

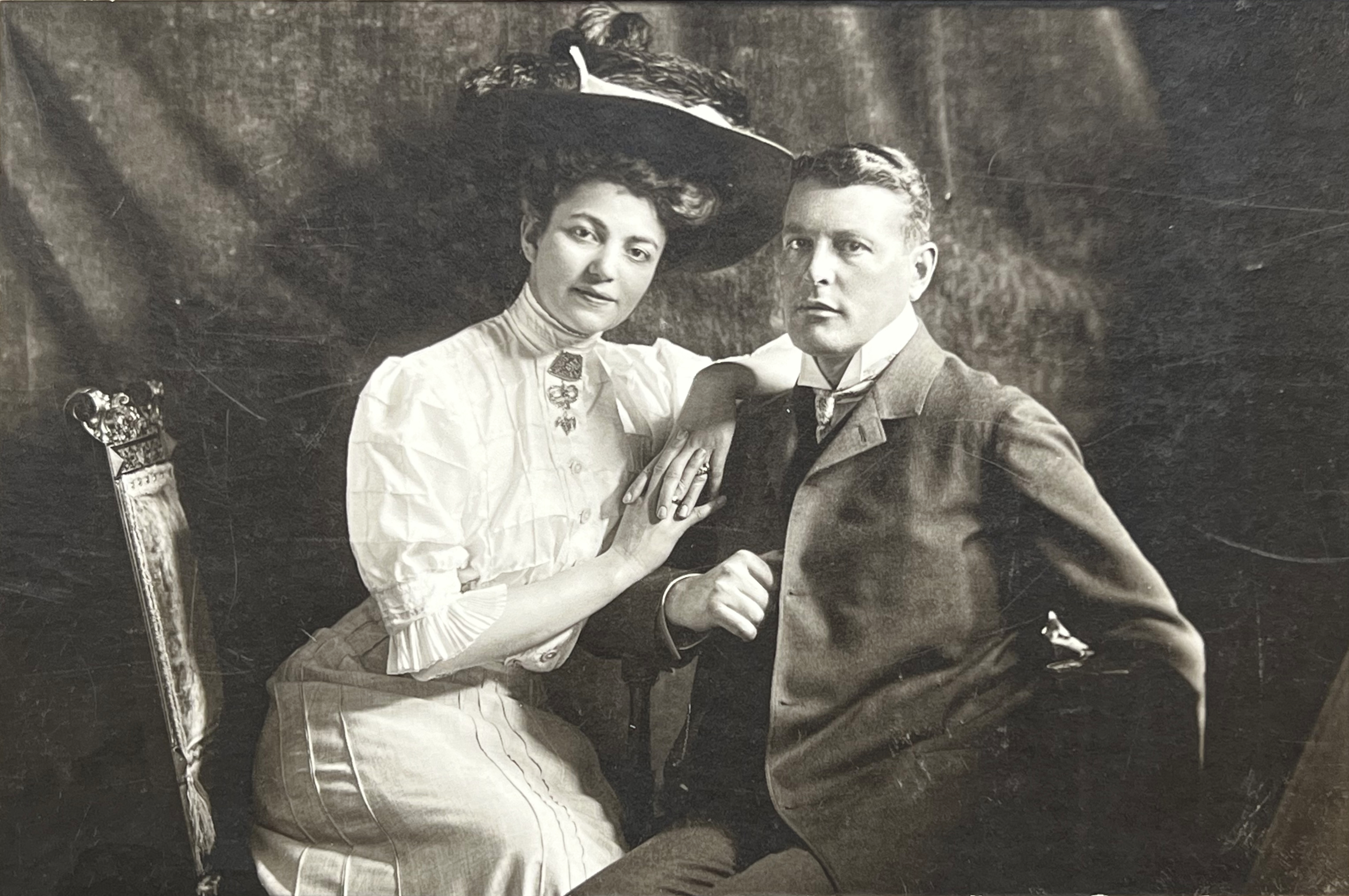
Edmund von Parish mit seiner zweiten Ehefrau (1906).

Edmund Parish entstammte einer vermögenden Hamburger Kaufmannsfamilie schottischer Abstammung. Sein Vater war Edmund (von) Parish d. Ä. (1829–1902), seine Mutter Helene Luise Anna Franziska Parish, geb. Adelebsen (1837–1907). Sein jüngerer Bruder war Oskar Parish (1864–1925), der später das familiäre Schloss in Senftenberg in Böhmen erbte und es als Politiker in der k.u.k.-Monarchie zu einigem Rang brachte.
Von 1886 bis 1888 gehörte Parish der sächsischen Armee als Offizier bei den Husaren an. 1888 wurde er auf Antrag seiner Eltern durch das Königliche Bezirksgericht in Alzenau entmündigt und anschließend zweieinhalb Jahre lang in einer Nervenheilanstalt für Angehörige reicher Familien in Katzenellenbogen im Taunus behandelt. Auf Basis der Gutachten von drei medizinischen Sachverständigen hob das Bezirksgericht seine Entmündigung im Jahr 1890 schließlich auf und gestattete seine Entlassung aus dem Sanatorium.
Nach seiner Freilassung im Jahr 1890 ließ Parish sich in München nieder. Im selben Jahr heiratete er. Der große Reichtum seiner Familie versetzte ihn dazu in die Lage, keinem Beruf nachgehen zu müssen, sondern als Privatier von seinem ererbten Vermögen zu leben und sich vollzeitmäßig seinen persönlichen Interessen zu widmen. Ende der 1890er Jahre wurde seine Familie außerdem in den erblichen Adelsstand erhoben, so dass er fortan das Adelsprädikat von führen durfte und Edmund von Parish hieß.
In den 1890er Jahren befasste Parish sich als Privatforscher eingehend mit der in den vergangenen Jahrzehnten als neue Wissenschaft aufgekommenen Psychologie und speziell mit der „Trugwahrnehmung“ als einem Untergebiet derselben. 1894 legte er eine seinerzeit vielbeachtete Studie über dieses Thema vor, die 1897 auch ins Englische übersetzt wurde. In dieser vertrat er u. a. skeptische Anschauungen bezüglich zu der in den 1890er Jahren sehr populären Idee der Parapsychologie, der er ein Dissoziationsmodell von Halluzinationen entgegenstellte. Im weiteren Verlauf der 1890er Jahre veröffentlichte Parish noch eine Reihe kleinerer Arbeiten über verschiedene Themen der Wahrnehmungspsychologie und trat auch mehrfach als Referent bei Fachkongressen und Konferenzen auf.
Um die Jahrhundertwende stellte Parish seine Forschungen und seine publizistische Tätigkeit auf dem Gebiet der Psychologie ein. Seine Arbeiten über Phänomene der Psychologie gerieten, obschon sie in den 1890er Jahren zahlreiche begeisterte Rezensionen in erstrangigen wissenschaftlichen Fachzeitschriften wie Mind, Science und dem American Journal of Insanity (dem späteren American Journal of Psychiatry) gefunden hatten, nach der Jahrhundertwende weitgehend in Vergessenheit. In den 2010er Jahren haben diese allerdings, insbesondere sein Hauptwerk, infolge einer Neuauflage der englischen Übersetzung seines Hauptwerkes mithin eine Renaissance in Form einer größeren modernen Rezeption seiner Überlegungen in neueren Forschungsarbeiten gefunden.
In den 1900er Jahren war von Parish im organisierten Schachwesen in Bayern aktiv, außerdem tat er sich als Förderer von Kunst und Wissenschaft hervor. Insbesondere die Anstrengungen der Pioniere der Luftfahrt in Bayern in den Jahren vor dem Ersten Weltkrieg, funktionierende, seriell produzierbare Flugmaschinen zu entwickeln, unterstützte er finanziell. So stellte das erste Flugzeug der bayerischen Armee, das diese um 1910 erhielt, ein Geschenk von Parish dar.
Zu Beginn des Ersten Weltkriegs wurde Parish als Offizier der bayerischen Armee reaktiviert und nacheinander mit verschiedenen Aufgaben betraut: Zuletzt wurde er mit der Leitung des Reserve-Pferdelazaretts der 6. bayerischen Reservedivision betraut. Infolge einer schweren Krankheit, die er sich Ende 1915 zuzog, wurde Parish in die Heimat zurückgeschickt. Er starb im Juni 1916 in seiner Münchener Villa.
Parishs Vermögen wurde in den folgenden Jahren größtenteils auf seine drei Kinder aus seiner ersten Ehe sowie auf seine Tochter aus zweiter Ehe aufgeteilt. Die letztere, Hermine von Parish, nutzte ihren Teil des von ihrem Vater geerbten Vermögens sowie seine Münchener Villa, um eine umfangreiche Sammlung von Kostümen und anderen mit dem Thema Mode in Zusammenhang stehenden Objekten anzulegen, die den Grundstock für die über Jahrzehnte von ihr geführte Von Parish Kostümbibliothek bildete, die heute ein Teil des Münchener Stadtmuseums ist.
Der niederländische Psychologe Jan Dirk Blom, der Parishs Biographie in einem Aufsatz für eine Fachzeitschrift aufgearbeitet hat, gelangte zu der folgenden Resüme seiner Lebensbilanz:
„Parishs Leben enthielt sowohl strahlende Höhen, wie auch pechschwarze Tiefen, es führte ihn aus dem Segen einer priveligierten Kindheit in elitären Kreisen des Deutschen Kaiserreiches hinab in die Demütigung der Einweisung in eine psychiatrische Anstalt, und von den sonnenverwöhnten Stränden der französischen Riviera zu den blutüberströmten Schützengräben der Schlammlandschaften Flanderns während des Ersten Weltkriegs.“

## Ehe und Familie
Parish war zweimal verheiratet. In erster Ehe heiratete er 1890 Georgine Jung (1865–). Aus dieser Ehe gingen die Tochter Helen (1891–1926) und die Söhne Richard (1893–1948) und John (1897–1964) hervor. Seine erste Frau ließ sich im Jahr 1900 von ihm aufgrund einer anhaltenden außerehelichen Affäre mit Helene Heines, dem ehemaligen Kindermädchen seiner Kinder, von ihm scheiden.
Parishs Tochter Helena war von Januar 1915 an mit dem Musikwissenschaftler Antoine-Elisée Cherbuliez verheiratet.
In zweiter Ehe heiratete Parish 1906 Hermine Viktoria Spitzer (1881–1966). Aus dieser Ehe ging die später als Modedesignerin und Modesammlerin bekannt gewordene Tochter Hermine Elisabeth von Parish (1907–1998) hervor.
Aus Parish langjähriger Beziehung mit Helene Heines gingen zwei außereheliche Söhne und eine Tochter hervor, darunter der als SA-Führer, Fememörder und Politiker bekannt gewordene Sohn Edmund Heines (1897–1934).

## Schriften
- Die Trugwahrnehmung (Hallucination und Illusion). Mit besonderer Berücksichtigung der Internationalen Enquete über Wachhallucination bei Gesunden, Leipzig 1894.
  - englische Ausgabe: Hallucinations and Illuions. A Study of the Fallacies of Perception, 1897. (Neuauflage 2011 durch die Cambridge Library Collection)
- Zur Kritik des telepathischen Beweismaterials. Vortrag gehalten in der “Psycholog. Gesellschaft” in München, Leipzig 1897.[3]
- „Zur Psychologie der Suggestion“, in: Zeitschrift für Hypnotismus 6. Jg. (1897), S. 124–127.